# Ефеська митрополія

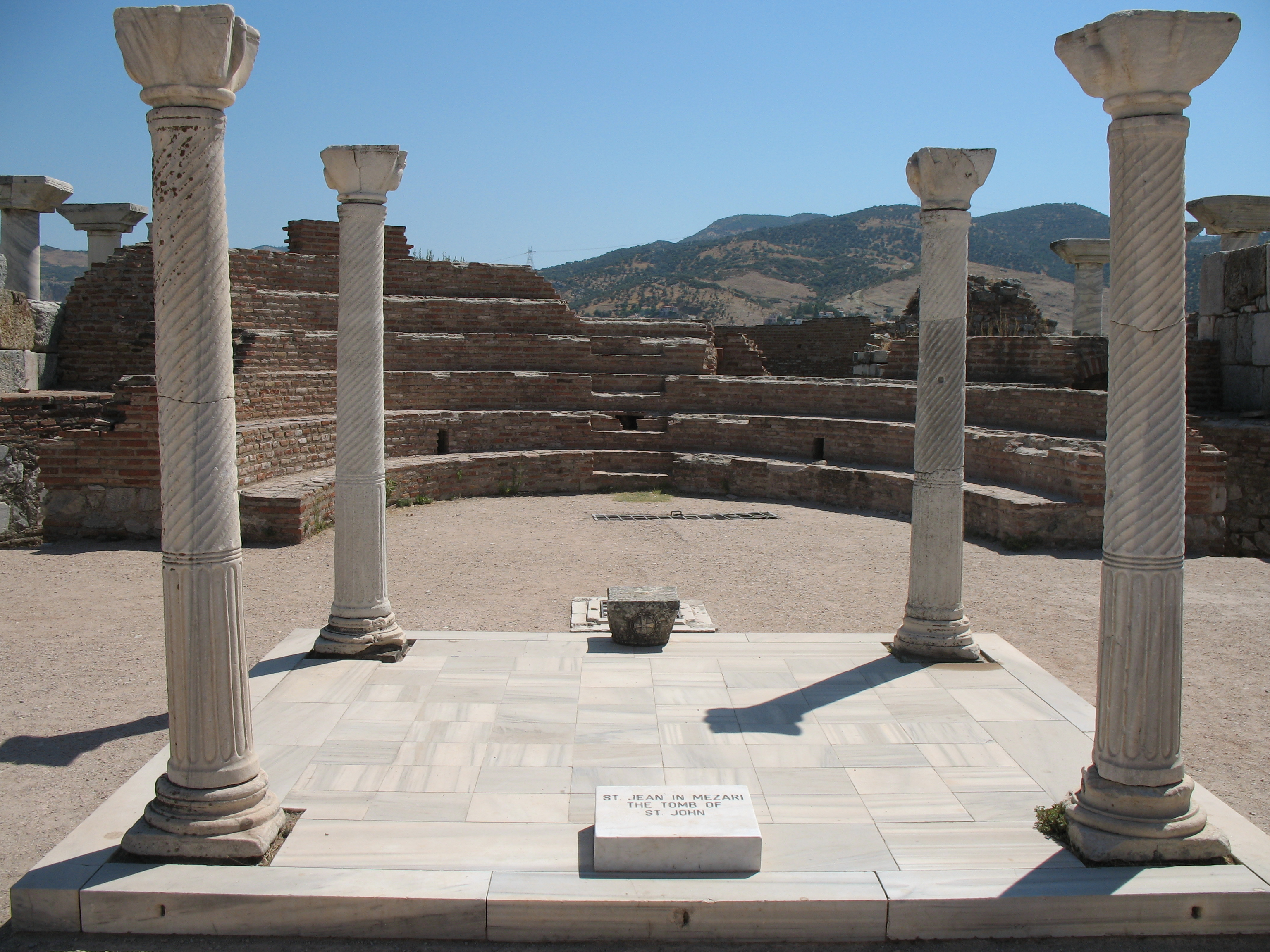
Руїни усипальниці апостола Іоанна в Ефесі

Ефеська митрополія ( грец. Μητρόπολις Εφέσου   - титулярна єпархія Константинопольської православної церкви . 
Християнство в Ефесі було проповідуване вже в I столітті нашої ери апостолом Павлом . Місцеві християнські громади становили одну з семи церков Азії, згаданих в книзі Одкровення, написаної апостолом Іваном. Першим єпископом Ефесу вважається апостол від сімдесяти Тимофій, був учнем апостола Павла, який висвятив його на єпископа. 
Ефеська єпархія в 325 році стає митрополією, першою по честі серед митрополій Малої Азії. 
Під час реформи Діоклетіана місто Ефес стало центром римської провінції Азія однойменної дієцезії . У 431 році в Ефесі відбувся Третій Вселенський Собор, на якому були присутні 200 єпископів. 
У 451 році входить до складу Константинопольського патріархату . 
У 449 році в Ефесі відбувся Другий Ефеський собор, який не був визнаний Вселенської церквою. 
У VII столітті Ефеський митрополія нараховує 37 єпархій. До XVI століття у митрополії не залишається підлеглих єпархій. У 1774 році у митрополії знову почали з'являтися підлеглі єпархії. До початку XX століття митрополія мала три єпархії (які незабаром стали незалежними митрополіями). 
Після масового вигнання греків з Туреччини в 1922-1923 роки митрополія стає титулярною. 

## Відомі Ефеський ієрархи

### Єпископи
- апостол Тимофій (I століття)
- Іоанн (60 — 103)
- Онисим (104-110)
- Дімас (ок. 116)
- Полікрат (190/193 — 202)
- Аполлоній (згадати. 203)
- Ісаак I
- Федот (бл. 250)
- Ананій (III століття)
- Соломон (III століття)

### Митрополити
- Менофант (325—344)
- Мітропфан
- Агапий (З40 — 350)
- Авраамій (360—380)
- Евіфій (380—381)
- Міртіно
- Агапіт
- Макарій (упом. 391)
- Антонін (391—400)
- Іраклідія (403—407)
- Мемнон (упом. 431)
- Василь (упом. 440)
- Вассіан (446—451)
- Іоанн (упом. 458)
- Павло (упом. 480)
- Етері (упом. 500)
- Феосебій (503—519)
- Іпатій (520—536)
- Андрій (упом. 553)
- Авраам (VI століття)
- Прокопій (упом. 560)
- Евтропий
- Руфін (упом. 597)
- Феодор (упом. 680)
- Стефан (упом. 692)
- Іпатій (упом. 730)
- Феодосій (упом. 754)
- Іоанн (упом. 787)
- Феофіл (упом. 824)
- Марк (упом. 833)
- Василь (упом. 869)
- Григорій (упом. 879)
- Стефан III (упом. 945)
- Феодор III (упом. 1019)
- Киріак (упом. 1028)
- Феодор IV (бл. 1050/1066)
- Никифор (упом. +1071)
- Феодор V (ок. 1073)
- Євтимій
- Михайло (бл. +1078), раніше Візантійський імператор (1071—1078)
- Никифор II
- Іоанн V (1081—1108)
- Неофіт I (1113—1125)
- Леонтій (упом. Тисячу сто сорок три)
- Іоанн VI (бл. 1144/1147)
- Костянтин I (бл. 1160)
- Микола I (упом. 1167 — упом. +1177)
- Георгій (упом. 1191 — упом. 1191)
- Іоанн VII (упом. 1195)
- Микола II (бл. 1213/1216)
- Іасіт (1217—1224)
- Іоанн VIII (1227—1229)
- Никифор III (упом. 1230)
- Костянтин II (упом. 1237 — упом. 1239),
- Мануїл II (1240—1260)
- Ісаак (1260—1279)
- Іоанн IX (1283—1289)
- Іоанн X (упом. 1300)
- Матвій I (до 1329 — червень 1351)
- Неофіт II (упом. 1368)
- Феодорит (упом. 1368 — упом. 1388)
- Максим I (1390—1393)
- Мирон (1393
- Йосип (1393—1416), пізніше патріарх Константинопольський
- Марк Ефеський (1437—1441)
- Самуїл (лютий 1780 — червень 1801)
- Макарій II (червень 1801—1803)
- Діонісій III (Калліархіс) (вересень 1803 — 10 квітень 1821)
- Макарій III (квітень 1821 — грудень 1830)
- Хрисанф (грудень 1830—1836)
- Герасим (Домнінос) (вересень 1836—1837)
- Анфим II (Іоаннідіс) (1 квітня 1837 — 4 грудня 1845)
- Анфим III (Куталіанос) (грудень 1845 — 14 липень 1853)
- Паїсій II (14 липня 1853 — 25 травня 1872)
- Агафангел I (Гаврілідіс) (25 травня 1872 — 26 квітень 1893)
- Костянтин III (Валліадіс) (30 квітня 1893 — 2 квітня 1897)
- Іоаким III (Евтііус) (10 травня 1897 — 10 грудень 1920)
- Хризостом I (Хадзіставру) (19 лютого 1922 — 5 лютого 1924)
- Каллиник (Фотиадис) (8 травня 1924 — 16 грудень 1926)
- Агафангел II (Констандінідіс-МАГНІС) (28 червня 1932 — 16 листопад 1935)
- Максим II (Вапорціс) (27 березня 1948 — 1 січня 1972)
- Хризостом II (Константінідіс) (10 грудня 1991 — 13 жовтень 2006)